# Kornjače
Kornjače (stručno Testudines ranije i Testudinata, Chelonia) postoje već duže od 250 milijuna godina. Na Zemlji ima više od 300 različitih vrsta kornjača, od čega sedam morskih, 180 vrsta živi u slatkoj vodi, a ostatak živi na kopnu. Kornjače se ubrajaju u gmazove i bile su na Zemlji još prije nego što su se razvili veliki dinosauri. Sposobnost prilagođavanja kornjača, čiji su najbliži srodnici krokodili i ptice, osigurala im je postojanje do današnjih dana. 

## Rasprostranjenost
Uz iznimku polarnih područja, kornjače žive na svim kontinentima, u pustinjama morima, rijekama, močvarama i na kopnu, a najviše ih ima u područjima umjerene klime i tropa. Pogotovo su brojne vrste u Sjevernoj Americi i Jugoistočnoj Aziji.

## Obilježja
Oklop: sve kornjače se odlikuju koštanim oklopom koji je u životinjskom svijetu jedinstven. Sastoji se od leđnog (karapaks) i trbušnog (plastron) dijela, koji su međusobno spojeni svojevrsnim koštanim "mostom". U svom donjem dijelu oklop je masivne koštane građe, koji se razvio od kralježnice, rebara i karličnih kostiju. Preko tog koštanog sloja nalazi se sloj kože. Kod kornjača s tzv. mekim oklopom je taj sloj kožast, dok se kod ostalih vrsta preko kože razvio tipičan pločasti oklop građen od keratina. Ploče se dijele na grupe (leđne, postrane, rubne, repne itd., ovisno na kojem dijelu se nalaze), ali se vrlo često događa da se neki primjerak izleže s nekim abnormalnostima tih pločica. To se događa kako u prirodi tako i u uzgoju, a čini se, da su uzrok neki uvjeti u razdoblju inkubacije jaja. 
Prehrana: Suvremene kornjače nemaju zube. Raspolažu snažnim usnim aparatom koji se razvio od čeljusnih kostiju. Fosilne kornjače još imaju zube, ali su se tijekom evolucije izgubili a zamijenjeni su preoblikovanim čeljustima. Kao i svi drugi gmazovi ni kornjače ne žvaču hranu nego čeljustima otkidaju komade, pomažući si pri tome prednjim udovima.
Kretanje: I na kopnu i u vodi kornjače se kreću za gmazove tipično krivudavo. Pri tome se oslanjaju na oklop što im u vodi smanjuje potrošnju energije. Na kopnu njihovo kretanje često djeluje vrlo nespretno. Morskovodnice su razvile među gmazovima jedinstven način kretanja. Mašu prednjim udovima koji su se razvili tako da jako podsjećaju na peraje. Na taj način pod vodom postižu dosta veliku brzinu uz optimalnu potrošnju energije, što im omogućuje prevaljivanje velikih udaljenosti. I udovi kopnenih i slatkovodnih kornjača pokazuju da su se prilagodili svom životnom prostoru. Tako se kod većine može utvrditi povezanost s vodom jer imaju manje ili više izražene plivaće kožice.
Veličina: Pored velikog broja vrsta čija se veličina kreće između 10 i 30 centimetara, tu su još i morske kornjače, i divovske kornjače s otočja Galápagos i sa Sejšela čija dužina oklopa može doseći i više od metra.
Osjetila: 
- Kornjače vide jako dobro, a u mraku bolje nego ljudi. I bolje razlikuju boje od ljudi jer, kao i svi gmazovi, imaju četiri receptora za vid. Kretanjem očnih jabučica postiže i prostorno i panoramsko vidno polje.
- Naročito im je izraženo osjetilo mirisa. Kad se vidi kornjaču kako izraženo "pumpa" vratom, to ne znači da je zapuhana od napora, nego da upravo "njuška" jer se njen organ njuha nalazi u grlu. Mirisom raspoznaje jestivu hranu a i prepoznaje tlo u koje može zakopati svoja jaja.
- Kornjače nemaju vanjsko uho. Ne čuju ni približno tako dobro kao ljudi. Umjesto toga, osjete duboke vibracije u svojoj okolini.

Glasanje: Osim tijekom parenja, kornjače su uglavnom nijeme. Iznimka je reakcija na strah: uvlači glavu u oklop i pritom ispušta siktav glas koji podsjeća na frktanje. Uzrok tog zvuka je naglo izbacivanje zraka iz pluća.
Kad traže mjesto pogodno za polaganje jaja, ženke se glasaju slično kao mužjaci tijekom parenja. Taj glas nalikuje stenjanju.
Inteligencija: Spoznajne sposobnosti kornjača mogu se mjeriti s onima drugih gmazova. Tako pamte mjesta s hranom, kao i putove za bijeg. Imaju izražen i osjećaj za orijentaciju, ali ne tako dobro razvijen kao sisavci.
Dužina života: Kornjače mogu živjeti vrlo dugo. Divovske kornjače s otočja Galápagos mogu doživjeti i više od 200 godina. Neke američke kornjače žive duže od 100 godina i zbog toga ih nazivaju Metuzalemima među životinjama. Neki primjerci su dokazano doživjeli starost od 180 godina.

## Način života
Tipični dan jedne kornjače sastoji se od potrage za hranom i, kod gotovo svih vrsta, izlaganja suncu. Ovo zadnje služi reguliranju tjelesne temperature kao i prihvaćanju UV-zračenja. Za gmazove najvažniji dio spektra je UVB jer pomoću njega se vrši sinteza D3 vitamina. U klimatski umjerenom području pa sve tamo do pustinjskog godišnja doba određuju životni ritam kornjača. One se zimi zakopavaju ili već prema vrsti traže sklonište pod vodom, gdje iduće mjesece provode dijelom ukočene, "smrznute". Neke se vrste jednako tako povlače i za vrijeme velikih ljetnih vrućina.
Prehrana: Kornjače mogu biti biljožderi kao i mesožderi. Međutim, svima je zajednička potreba za hranom bogatom kalcijem koju trebaju za gradnju oklopa. Da bi mogle resorbirati kalcij, kornjače trebaju vitamin D3. Do danas se ne raspolaže detaljiranim spoznajama o tome, kako kornjače uspijevaju "pokriti" svoju veliku potrebu za vitaminom D3. 
Razmnožavanje: Razlika između spolova može se relativno lako utvrditi. Spolni otvor se kod ženki uvijek nalazi bliže oklopu nego kod mužjaka. Dok neke vrste kornjača izvan razdoblja parenja veći dio godine provode odvojeno po spolovima u različitim ekološkim nišama, u vrijeme parenja nalaze put jedni do drugih. Kod vrsta koje žive u području umjerene klime vrijeme parenja je u proljeće i u jesen. Kod vrsta koje žive u tropskim i subtropskim područjima, vrijeme parenja ovisi o vlažnosti zraka, što jako otežava uzgoj u kontroliranim uvjetima izvan tih klimatskih područja.
Nakon oplodnje, ženka ostaje plodna više godina, čime se može objasniti velika uspješnost kornjača kod naseljavanja novih životnih prostora (na pr. otočje Galápagos)
Polaganje jaja slijedi nekoliko tjedana nakon oplodnje, ili, u umjerenim klimatskim područjima, u proljeće. Njihova jaja se svojim osobinama značajno razlikuju od vrste do vrste. I broj jaja je jako različit. Od samo tri jaja kod jedne vrste, pa sve do više od 100 jaja kod morskih kornjača. Polaganje jaja se događa isključivo na kopnu. Kad skotna ženka pronađe odgovarajuće mjesto, iskapa jamu i u nju polaže jaja. Zatim zatrpava leglo zemljom, pijeskom ili biljnim materijalom.
Kod gotovo svih vrsta kornjača temperatura u leglu za vrijeme inkubacije određuje spol mladunaca. Ta okolnost se pokazala značajnom kod umjetnog uzgoja koji se provodi u cilju očuvanja pojedinih vrsta kornjača. Nakon što se izvale iz jaja, kornjačice ostaju u leglu dok u potpunosti ne potroše zalihu hrane iz žumanjca prije nego što počmu s grebanjem prema površini. Na najsjevernijoj granici rasprostranjenosti kornjača, mladunci koji se izlegu u kasno ljeto i iznenadi ih rani početak zime, ostaju zakopani u leglu do proljeća. Majke ne pružaju nikakvu pomoć u valjenju ili uzgoju mladunaca. Do spolne zrelosti prolazi puno godina. Spolna zrelost kornjače ne ovisi o njenoj starosti nego o veličini.

## Neprijatelji
Neprijatelji kornjača su različiti od vrste do vrste, a jako ovise i o njenoj starosti. Dok su legla kao i tek izležene kornjačice bespomoćno izloženi na milost i nemilost čak rakovima i pticama, za ozbiljno ugrožavanje odrasle kornjače potreban je netko velik i snažan kao krokodil. Kornjače ozbiljno ugrožavaju i ljudi. U nekim dijelovima svijeta ljudi jedu morske, slatkovodne i kopnene kornjače. Osim toga, ljudi pljačkaju i jedu i kornjačina jaja. Danas je to gotovo posvuda krivolov, no populacije se, zbog dugog razdoblja do spolne zrelosti, sporo oporavljaju pa se neke vrste nalaze na rubu izumiranja. Pored toga, u nekim kulturama se još i danas od kornjačevine (ploče leđnog dijela oklopa) izrađuju različiti upotrebni i ukrasni predmeti.

## Sistematika
Danas postoje dvije glavne moderne grupe kornjača:
1. Razvoj kornjača koje uvlače vrat i glavu u oklop (krijovratke, Cryptodira) počeo je u razdoblju jure prije 180 milijuna godina i danas su zastupljene s 13 porodica. Vratni kralješci ovih životinja su posebno građeni na način, da se kralježnica može saviti u obliku slova S i tako omogućava povlačenje glave u zaštitu oklopa.
2. Kornjače koje savijanjem vrata u obliku slova S sklanjaju glavu postrance pod oklop (vijovratke, Pleurodira) su, povijesno gledano, mlađi podred jer su se razvile tek u razdoblju krede i danas su zastupljene s dvije porodice.

## Nastojanja da se zaštite
Ugroženost zbog promjene okoliša
Životni prostor mnogih vrsta kornjača je ugrožen. Kopnene kornjače na njihovim prastarim područjima mnogi poljoprivrednici smatraju štetnicima i često ih ubijaju. Mnoge ceste presijecaju njihova staništa pa veliki broj kornjača strada od prometa. Pritom, često je riječ skotnim ženkama koje traže odgovarajuće mjesto za polaganje jaja. Industrija ispušta otpadne vode u vode nastanjene slatkovodnim kornjačama čime se taj biotop mijenja. Na taj način vodene kornjače vrlo često gube prehrambenu podlogu. Izravnavanje i utvrđivanje riječnih obala rezultira gubitkom mjesta na kojima se kornjače mogu sunčati i polagati jaja. Morskim kornjačama turizam otežava pristup plažama pogodnim za polaganje jaja. Tek izležene kornjačice koje se noću iskapaju iz legla na površinu, orijentiraju se svjetlucanjem vode da dođu do relativne sigurnosti mora. Zbog umjetne svjetlosti gube orijentaciju. Morske kornjače se često upletu u lutajuće ribarske mreže i utope se ili progutaju plastiku vjerujući da se radi o meduzi.
Ugroženost od čovjeka
Kornjačina jaja se na plažama često tako intenzivno pljačkaju, da je bez ozbiljnih mjera zaštite opstanak nekih vrsta jako ugrožen. Neke kornjače se smatraju delikatesom pa ih ljudi intenzivno love.
Kriza kornjača u Aziji
Zadnjih godina se sa zabrinutošću promatra, kako se velike količine kornjača (uglavnom slatkovodne nude na tržnicama Jugoistočne Azije. Smatra se, da su neke vrste u prirodi neposredno pred izumiranjem. Zadnjih desetak godina se u Kini osnivaju farme za uzgoj kornjača radi pokrivanja potreba tržišta kako bi se prekinuo ili bar značajno smanjio njihov izlov iz prirodnih staništa. S druge strane, te su farme otvorile jedan sasvim novi problem. Egzotičan izgled kornjače povećava cijenu na tržištu, pa se zbog toga pokušava ciljano uzgojiti hibridne kornjače. To, s jedne strane ugrožava očuvanje vrste. S druge strane, to potpuno dovodi u pitanje sistematiku kornjača Jugoistočne Azije. Za mnoge vrste koje su pronađene na tržnicama i naučno opisane a da im nije bilo poznato stanište, sad se otvara pitanje o kakvim je kornjačama zapravo riječ, jer se za neke od njih pouzdano utvrdilo da je riječ o hibridima.
Mjere zaštite kornjača
Kako bi se pružila pomoć u nevolji Jugoistočnoj Aziji, koordinirano se u mnogim zoološkim vrtovima provodi vrlo zapažen projekt uzgoja kornjača s tog područja u zatočeništvu.
Također, kako bi se skrenula pažnja na ugroženost te vrste, koju se inače kolokvijalno naziva još i živim fosilima, 23. svibnja je proglašen Međunarodnim danom kornjača.

## Vanjske spojnice
- www.Kornjace.com - Divni Svijet Kornjača  Arhivirana inačica izvorne stranice od 29. srpnja 2014. (Wayback Machine)